# Estació d'INEFC
INEFC o la Foixarda serà una estació de la línia 2 del metro de Barcelona, situada al costat de l'edifici de l'INEFC. L'estació estarà equipada amb ascensors i escales mecàniques.
| Metro de Barcelona     |     |       |          |                        |
| Procedència/Destinació | <   | Línia | >        | Procedència/Destinació |
| Aeroport T1            | Foc |       | Montjuïc | Badalona Pompeu Fabra  |